# 越後山脈
越後山脈（えちごさんみゃく）は、新潟県と福島県、群馬県、定義によっては栃木県の県境も含む山脈である。一部、磐梯朝日国立公園・尾瀬国立公園に含まれる。

## 概要
越後山脈の範囲について、広く見れば北は朝日山地から南は谷川連峰、苗場山付近まで、さらに東には尾瀬の山々から栃木・福島県境の山々も含む。あくまでその中心は阿賀野川の南に始まり、清水峠付近までと考えていいだろう。
越後山脈の中心部分は、魚野川、信濃川沿いの平野に面しており、信濃川水系と阿賀野川水系、そして、信濃川水系と太平洋に注ぐ利根川水系の分水界となっている。

## 越後山脈中心部を構成する主な山々

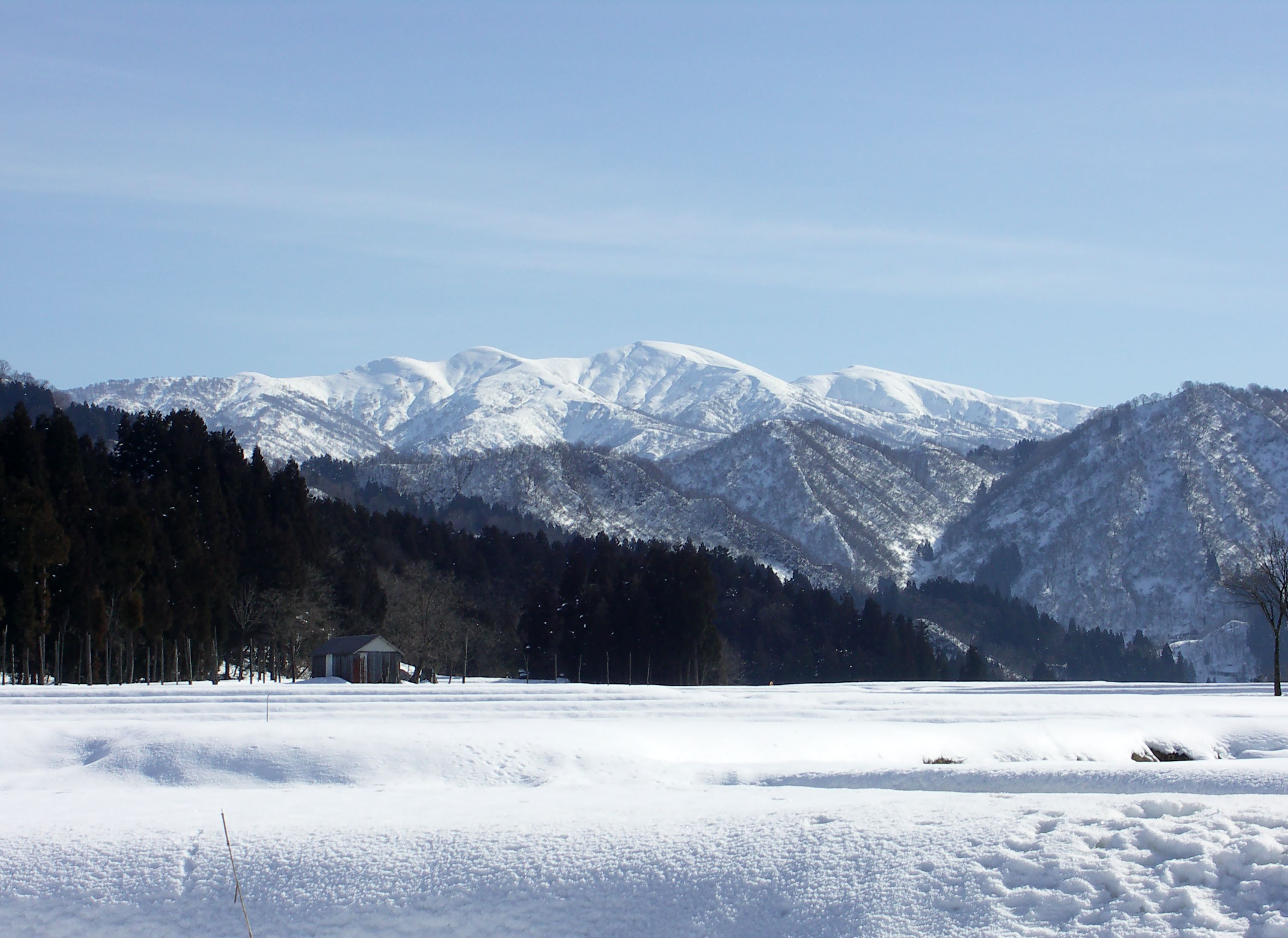
越後山脈の山の一つである守門岳

- 巻機山
- 八海山
- 中ノ岳
- 魚沼駒ヶ岳
- 未丈ヶ岳
- 毛猛山
- 浅草岳
- 守門岳
- 白山 (五泉市)
- 粟ヶ岳
- 駒形山
- 御神楽岳

## それ以外の広義の越後山脈の山々
- 朝日岳
- 飯豊山
- 二王子岳
- 谷川岳
- 仙ノ倉山
- 苗場山
- 平ヶ岳 (群馬県・新潟県)
- 至仏山
- 燧ヶ岳
- 黒岩山（要曖昧さ回避）
- 帝釈山
- 田代山（要曖昧さ回避）